# كريستيانو دوني
كريستيانو دوني (بالإيطالية: Cristiano Doni)‏ (مواليد 1 أبريل 1973 في روما - إيطاليا) لاعب كرة قدم إيطالي سابق لعب لصالح نادي الدرجة الأولى أتالانتا الإيطالي منذ 2006 في مركز الوسط المهاجم كما يجيد اللعب في مركز الجناح الأيسر .

## مسيرته المهنية
بدأ مسيرته الاحترافيه في سن 18 مع فريق مودينا انتقل بعدها ليلعب مع ريميني كالشيو وايه سي بيوستويسي ثم إلي نادي بولونيا 1909 .
لعب أول مباراة في دوري الدرجة الأولي الإيطالي موسم 1998-1999 مع بريشيا كالشيو أمام انترميلانو ، انتقل بعدها بموسمين الي بيرجامو ليلعب مع أتالانتا ، سرعان ما بزغ نجمه أكثر مع أتالانتا.
بعد عامين قضاهما مع سامبدوريا انتقل دوني خارج إيطاليا في سن 32 ليلتحق ب ريال مايوركا الإسباني، ولكنه قضي موسما واحدا فقط وفضل العودة إلي ناديه الأصلي .
وقع دوني لأتالانتا لموسمين واستطاع النجم الكبير على الرغم من عمره أن يكون محطة هجومية لاغني عنها فسجل 34 هدف في ثلاث مواسم متتالية، كان قائد الفريق أيضا، في موسم 2010-2011 استطاع صاحب ال37 عام أن يسجل 12 هدف في دوري الدرجة الثانية الإيطالي ليكمن فريقه من الحصول علي البطولة والصعود للدرجة الأولى الإيطالية.
في 9 أغسطس 2011 تم حرمان دوني من ممارسة كرة القدم لمدة ثلاث سنوات ونصف لدوره في التلاعب بنتيجة المباريات في هذا الموسم مما أنهي فعليا مسيرته الكروية في ال38 من عمره، في 19 ديسمبر ألقي القبض عليه مع 16 شخص اخرين كانوا علي علاقة بالتلاعب بنتائج المباريات وخضعوا جميعا للتحقيق .

## مسيرته الدولية
لعب دوني سبعة مباريات فقط مع المنتخب الإيطالي، وأحرزه هدفه الدولي الوحيد ضد المنتخب الياباني في 7نوفمبر 2001، اختير ليلعب مع منتخب إيطاليا في كأس العالم 2002 وشارك أمام الإكوادور وكرواتيا.

## روابط خارجية
- كريستيانو دوني على موقع ميوزك برينز (الإنجليزية)
- كريستيانو دوني على موقع الاتحاد الدولي (مؤرشف)  (الإنجليزية)
- كريستيانو دوني على موقع قاعدة بيانات كرة القدم.إي يو (الإنجليزية)
- كريستيانو دوني على موقع ناشيونال فوتبول تيمز (الإنجليزية)
- كريستيانو دوني على موقع Soccerway.com (الإنجليزية)
- كريستيانو دوني على موقع كووورة